# Piiri (Muhu)
Piiri est un village de la Commune de Muhu du Comté de Saare en Estonie.
Au 31 décembre 2011, il compte 40 habitants.